# Porcellio normani
Porcellio normani är en kräftdjursart som först beskrevs av Dollfus 1899.  Porcellio normani ingår i släktet Porcellio och familjen Porcellionidae. Inga underarter finns listade i Catalogue of Life.